# Mammillaria bombycina

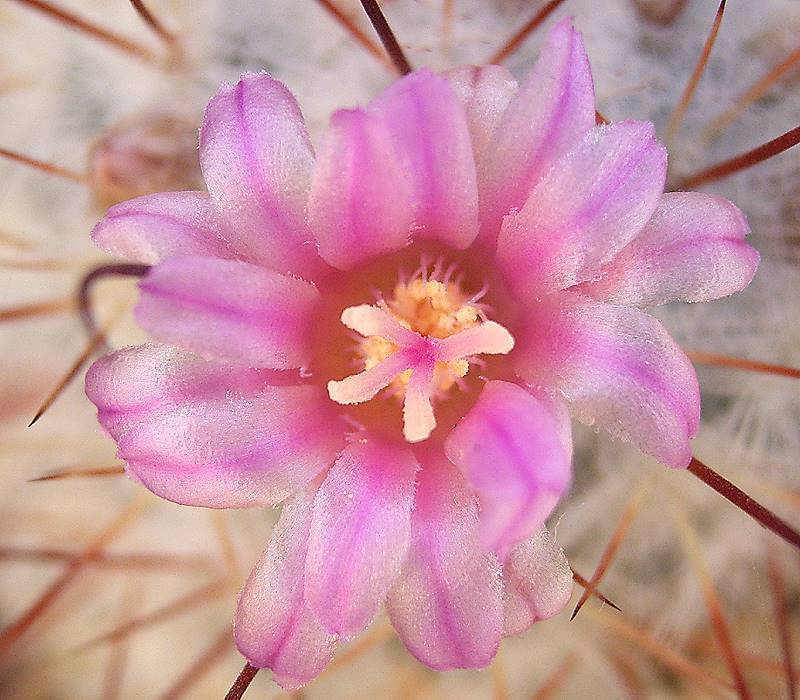
Blüte

Mammillaria bombycina ist eine Pflanzenart aus der Gattung Mammillaria in der Familie der Kakteengewächse (Cactaceae). Das Artepitheton bombycina bedeutet ‚von der Seidenraupe, seidig, seidenwollig‘.

## Beschreibung
Mammillaria bombycina ist eine Art, die bis zu 80 Zentimeter große Gruppen bildet. Die einzelnen Triebe sprossen von der Basis her sehr leicht, was diesen Prozess erheblich beschleunigt. Sie sind kugelig bis keulig, hellgrün und erreichen bis zu 20 Zentimeter Länge und 6 Zentimeter im Durchmesser. Die Scheitel sind oft eingesenkt. Die Warzen sind fest, konisch bis zylindrisch und etwas abgerundet. Die Areolen sind rund, später verlängert mit etwas Wolle. Die Axillen sind mit reichlich Wolle versehen. Die 30 bis 40 Randdornen sind nur zwischen 2 und 10 Millimeter lang, dünnadelig, steif und weiß. Etwa 2 bis 4 Mitteldornen sind ebenfalls nur 0,7 bis 2 Zentimeter lang. Sie sind dünnadelig, steif und werden bernsteinfarben bis weiß. Die untersten sind zugleich die längsten.
Die kleinen trichterförmigen Blüten werden 1,5 Zentimeter groß und sind von hell karminroter Farbe mit dunkleren Mittelstreifen. Die Früchte sind weißlich bis keulig. Die sehr kleinen Samen sind schwarz.

## Verbreitung, Systematik und Gefährdung
Mammillaria bombycina ist in den mexikanischen Bundesstaaten Jalisco und Aguascalientes verbreitet und kommt in Höhenlagen zwischen 2340 und 2500 Metern vor.
Die Erstbeschreibung erfolgte 1910 durch Leopold Quehl (1849–1923). Nomenklatorische Synonyme sind Neomammillaria bombycina (Quehl) Britton & Rose (1923), Chilita bombycina Orcutt (1926), Ebnerella bombycina (Quehl) Buxb. (1951) und Escobariopsis bombycina (Quehl) Doweld (2000).
Es werden folgende Unterarten unterschieden:
- Mammillaria bombycina subsp. bombycina
- Mammillaria bombycina subsp. perezdelarosae (Bravo & Scheinvar) D.R.Hunt

In der Roten Liste gefährdeter Arten der IUCN wird die Art als „Vulnerable (VU)“, d. h. als gefährdet geführt.

## Nachweise